# Cyclophoroidea
Super-famille
Les Cyclophoroidea sont une super-famille de mollusques gastéropodes terrestres.

## liste des familles
| Selon World Register of Marine Species (18 mars 2016) : - famille Aciculidae Gray, 1850 - famille Cochlostomatidae Kobelt, 1902 - famille Craspedopomatidae Kobelt & Möllendorff, 1898 - famille Cyclophoridae Gray, 1847 - famille Diplommatinidae Pfeiffer, 1856 - famille Ferussinidae Wenz, 1923 (1915) † - famille Maizaniidae Tielecke, 1940 - famille Megalomastomatidae Blanford, 1864 - famille Neocyclotidae Kobelt & Möllendorff, 1897 - famille Pupinidae L. Pfeiffer, 1853 | Selon ITIS (1 mai 2010) : - Cyclophoridae - Diplommatinidae - Liareidae - Maizaniidae - Megalomastomidae - Poteriidae - Pupinidae |

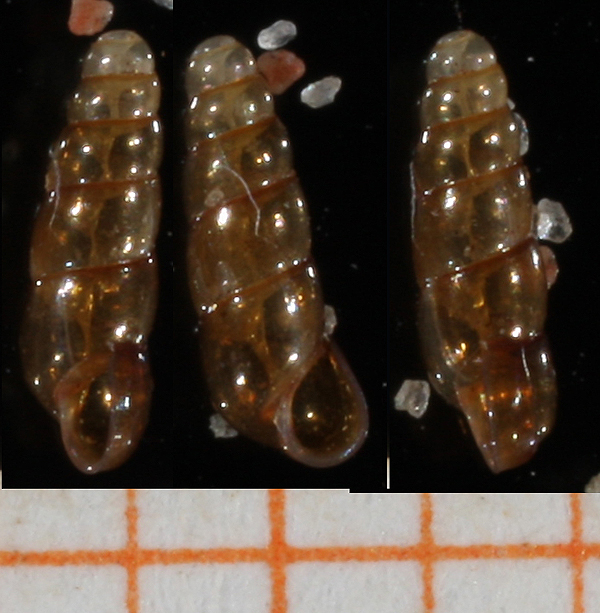
Platyla cryptomena (Aciculidae)
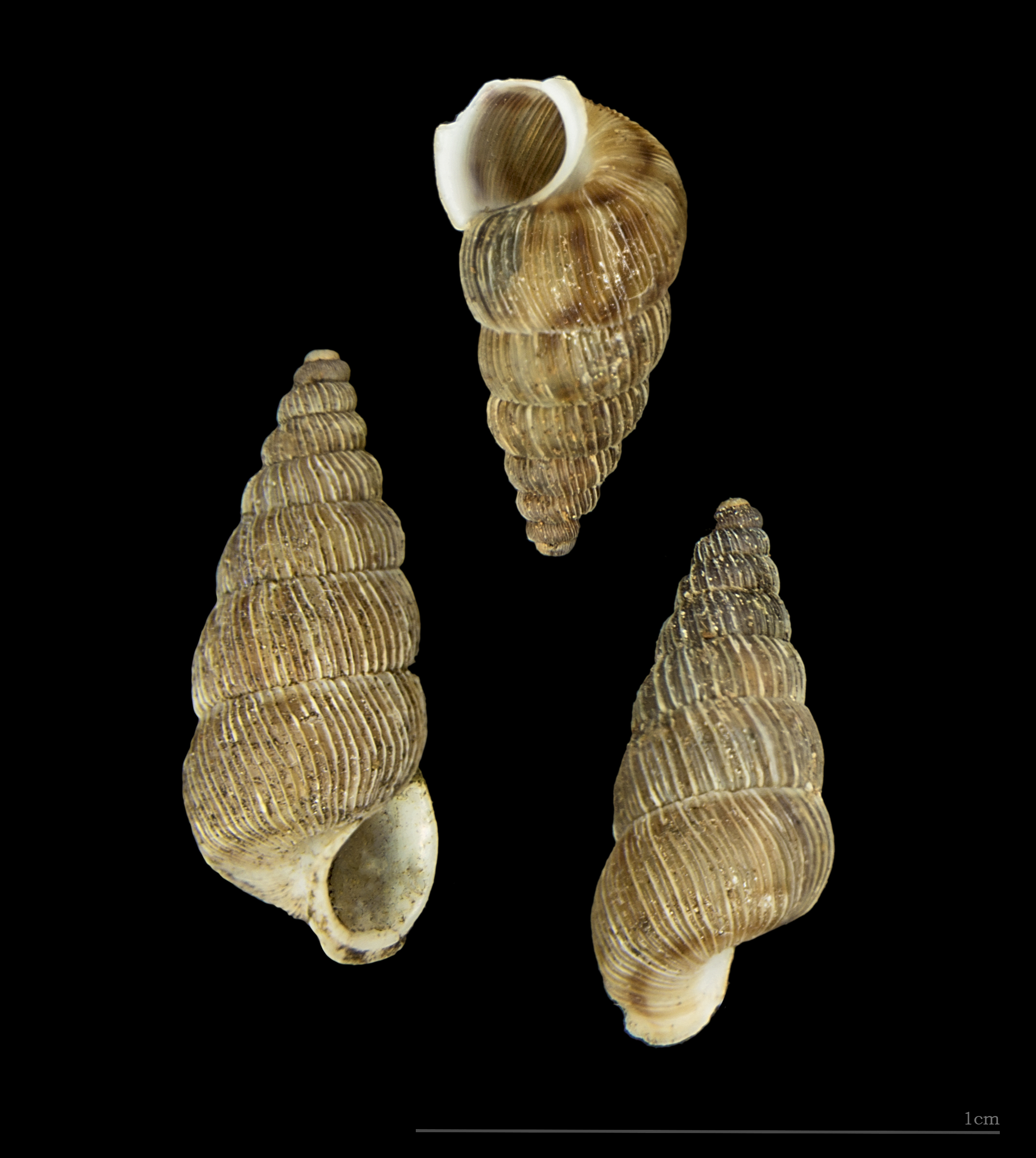
Cochlostoma nouleti (Cochlostomatidae)
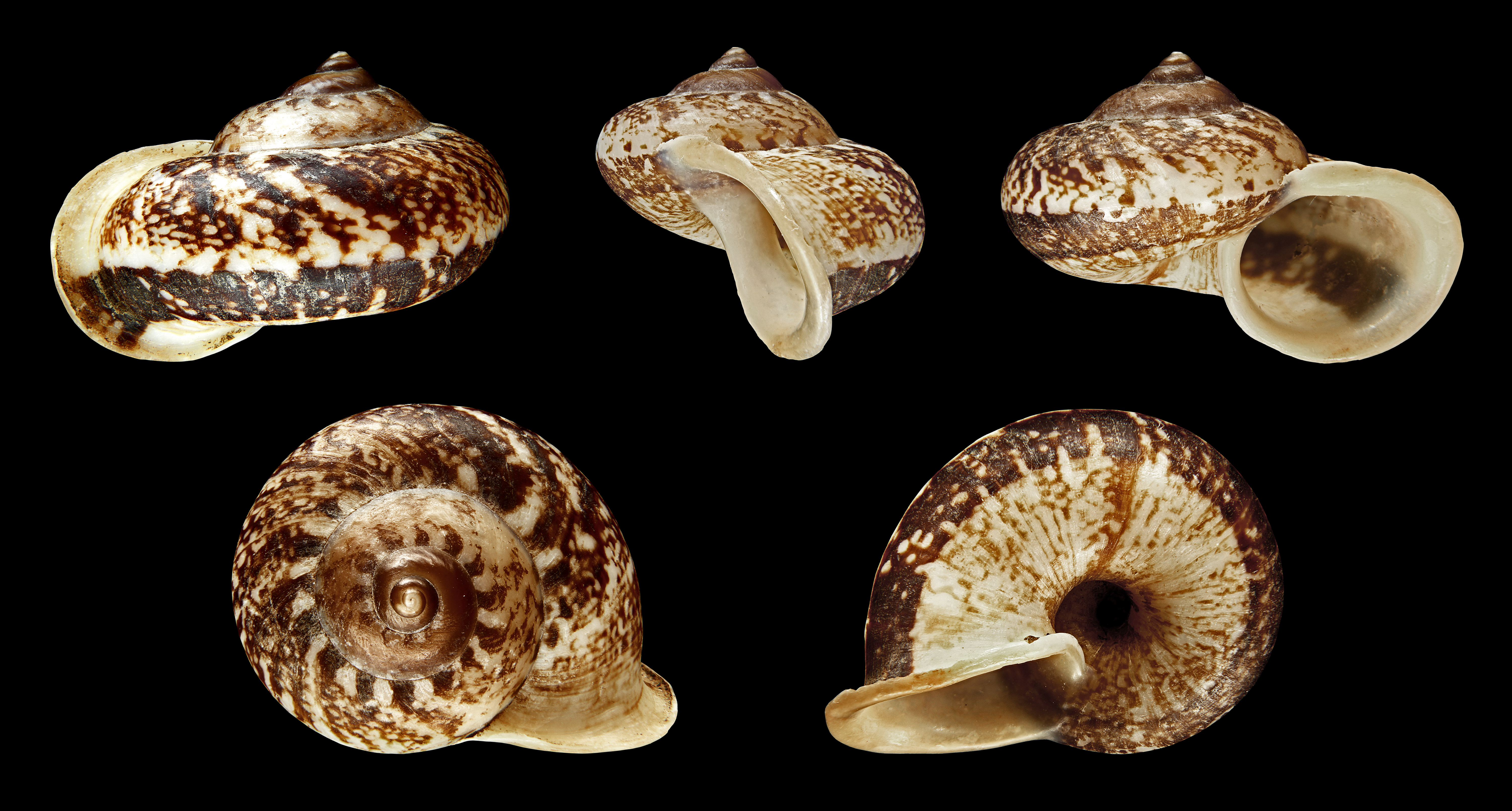
Cyclophorus perdix (Cyclophoridae)
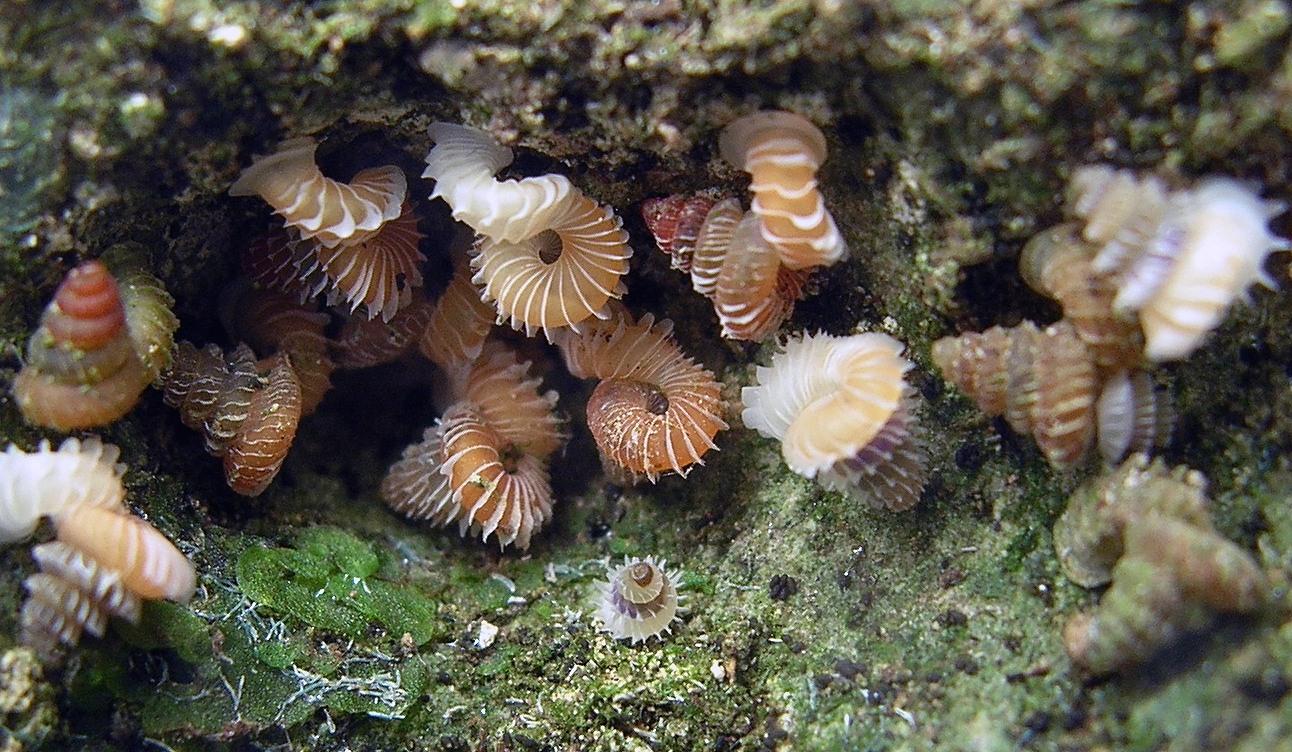
Opisthostoma obliquedentatum (Diplommatinidae)
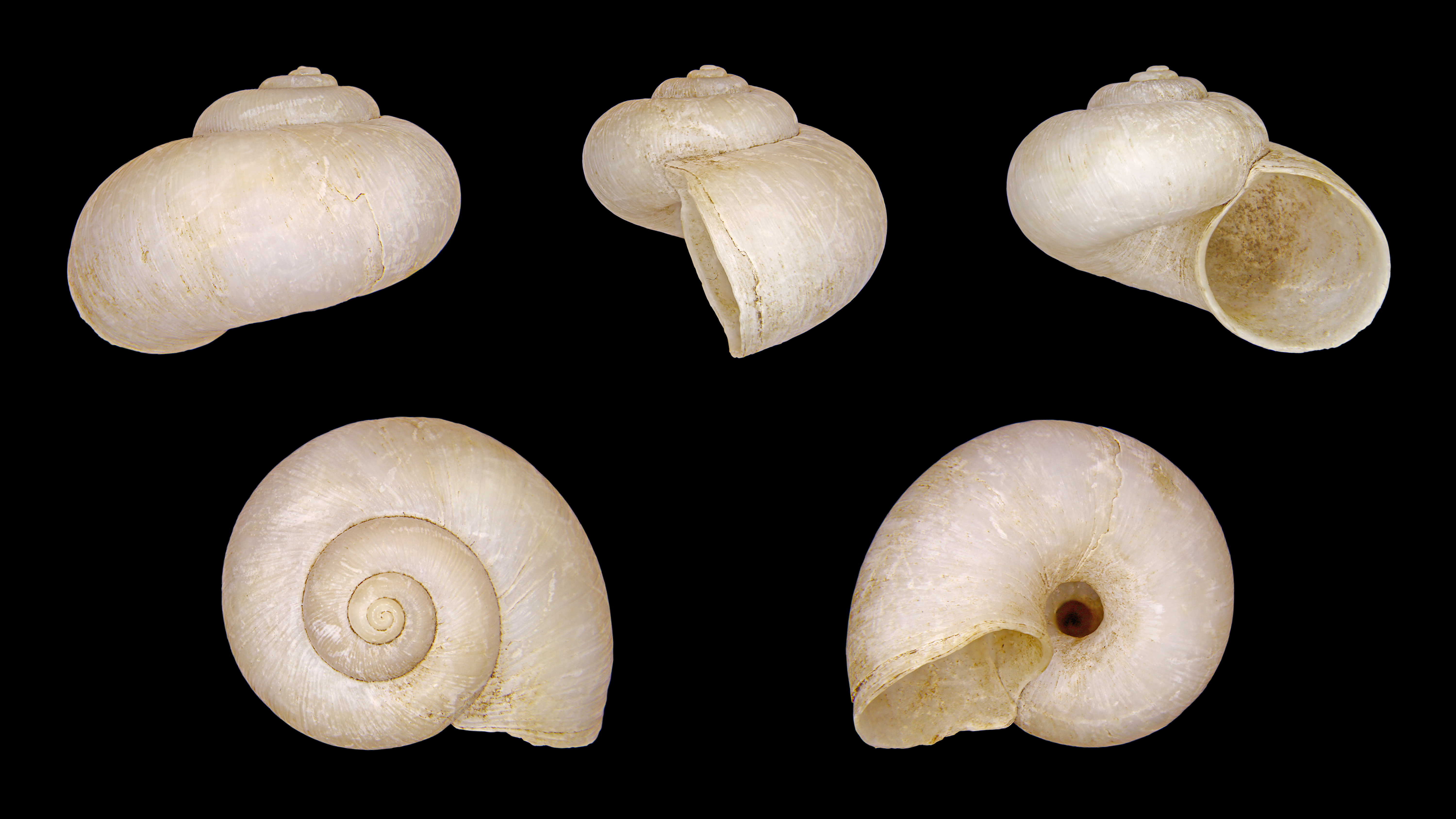
Neocyclotus dysoni sallei (Neocyclotidae)
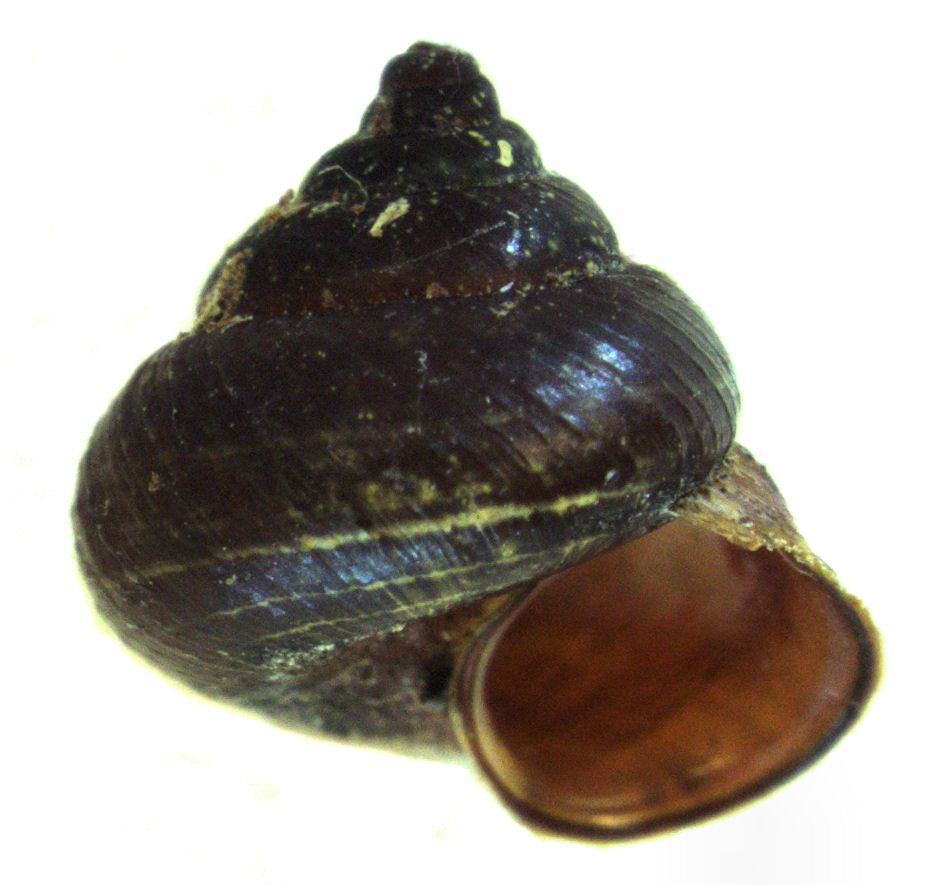
Cytora lignaria (Pupinidae)